# Mouvement pour la reconstruction nationale
Ne doit pas être confondu avec Mouvement de régénération nationale.
Le Mouvement pour la reconstruction nationale (MRN) (en créole haïtien : Mouvman Rekonstriksyon Nasyonal) est une formation politique haïtienne. Le MRN fut créé officiellement en 1991.

## Historique
En 1989, avec la nouvelle politique de Glasnost et de la Perestroïka de Gorbatchev, et la désintégration du bloc communiste, le Parti unifié des communistes haïtiens (PUCH), se retrouva en pleine tourmente interne. La crise existentielle du PUCH s'aggrava au cours de l'année 1990. 
En 1991, René Théodore qui dirigeait le PUCH, fondit le PUCH au sein d'un mouvement de reconstruction national et devint ainsi le premier responsable du MRN.
Lors de l'élection présidentielle du 7 février 1991, René Théodore, candidat du MRN, obtint 30.064 voix et 1,83 % des bulletins.
Aux élections législatives de 1995, le MRN présenta 32 candidats et n'eut qu'un seul élu, Sidoine Joseph. Les instances dirigeantes du MRN étaient composés de René Théodore, Lucman Marcel, Sidoine Joseph et Stanley Louis.
En l'an 2000, les militants marxistes et communistes haïtiens qui avaient pris leurs distances avec le MRN, refondent un Nouveau parti communisme haïtien.
Aux élections de 2006, le chef du MRN était le docteur en médecine et professeur Jean-Enol Buteau. Le MRN eut un seul élu.
En 2007, le président du MRN devint le sociologue Omar Garat. Lors d'un entretien avec un journaliste, Omar Garat déclara : "La société haïtienne vit, de nos jours, une sorte de mutation à l’envers qui la conduit davantage au bord de la faillite, de l’abîme, et de l’anéantissement. Les cerveaux s’exilent en quête d’un mieux être, les valeurs, l’éthique, s’effritent, la misère s’installe rendant fertile à la corruption, à la prostitution la société. Les dernières élections furent le moment où les narcotrafiquants, les personnalités promotrices des activités spéculatives, ont exhibé le mieux leurs richesses issues des économies souterraines, douteuses.".